# Международная детская литературная премия имени В. П. Крапивина
Междунаро́дная де́тская литерату́рная пре́мия и́мени В. П. Крапи́вина — литературная премия, учреждённая для награждения писателей, пишущих на русском языке, в том числе принимаются переводы произведений с любых языков.
Торжественная церемония объявления лауреатов и награждения проводятся раз в год 14 октября, в день рождения В. П. Крапивина.
Премия получила своё название в честь советского и российского детского писателя  Владислава Петровича Крапивина.
Лауреаты конкурса награждаются медалью победителя конкурса, денежной премией, именной стелой, памятным подарком.
Девиз премии — книга должна быть воспитателем души. 

## История премии
Международная детская литературная премия имени В. П. Крапивина в знак уважения к писателю учреждена в 2006 году ассоциацией писателей Урала (под руководством поэта и писателя Александра Кердана) и Свердловским областным общественным «Фондом Владислава Крапивина».
Со слов Ольги Колпаковой, писателя и члена оргкомитета премии: «Идея создания премии принадлежала ассоциации писателей Урала, которая разрешила Крапивину вручать премию его имени. Крапивин был выбран не случайно. На его книгах выросло не одно поколение детей». 
По эскизам В. П. Крапивина ассоциация выпустила нагрудную медаль, с силуэтом мальчика со шпагой.
Медали сделаны корпорацией ВСМПО-Ависма.
Первая премия вручалась в Тюмени. Участие приняли более 40 авторов из разных стран — России, Украины, Белоруссии, США, Израиля, Эстонии.
В 2009 году премия прекратила своё существование.
Однако, в 2010 году министерство культуры Свердловской области, Содружество детских писателей при поддержке отряда «Каравелла», Свердловской областной библиотеки для детей и юношества учредили новую международную премию имени В. П. Крапивина и продолжили традиции премии, сохранив логотип, медаль и дату вручения.
В 2012 году премия не вручалась по причине отсутствия денег. По мнению писателя, лауреата российских конкурсов и фестивалей детской книги, председателя содружества детской книги, члена Союза писателей России Ольги Колпаковой:
«Нет денежной составляющей. Мы обращались и к спонсорам, и в министерство культуры региона, но… увы. Возможностей для поддержки детской литературной премии ни у кого не оказалось».

Журналист Ирина Клепикова осветила возникшую проблему в екатеринбургской «Областной газете». Новость быстро распространилась по Интернету, премию поддержали различные издательства, банки, частные лица. После распоряжения губернатора Свердловской области Евгения Куйвашева средства на премию были получены.
В 2020 году произошли некоторые перемены — организаторские функции стала выполнять Свердловская областная библиотека для детей и молодёжи имени В. П. Крапивина, сместились сроки приёма заявок, увеличился призовой фонд премии.
С 2023 года произведения лауреатов конкурса будут публиковаться издательством «Детская и юношеская книга» в серии «Международная детская литературная премия имени В. П. Крапивина».
В сезоне 2024 в конкурсе на соискание премии приняли участие 281 авторов из различных стран мира.

## Цели и задачи премии
Целью премии является привлечение внимания общества к новым именам в детской литературе, поиск авторов, произведения которых оказывают влияние на формирование  высокой нравственности и духовности среди детей.
Командор отряда «Каравелла» Лариса Крапивина на четырнадцатой церемонии вручения премии отметила, что 
«Главное, для чего Владислав Петрович задумывал эту премию — это поддержка и продвижение начинающих детских писателей, которым особенно трудно найти своего издателя. Сам Крапивин на заре своей писательской карьеры получил мощную поддержку тогдашних советских классиков – Агнии Барто, Самуила Маршака, Льва Кассиля, Сергея Михалкова. И сам став классиком, он считал своим долгом помочь начинающим авторам».
Задачей проведения конкурса на соискание премии является продвижение прозаических произведений содействующих формированию высоких общечеловеческих ценностей у детей среднего школьного возраста. 
Партнёрами премии являются муниципальное объединение библиотек города Екатеринбурга, «Издательство детская и юношеская книга», Объединённый музей писателей Урала, фонд «Президентский центр Б. Н. Ельцина».
Информационными партнёрами премии являются ежемесячный литературный журнал «Урал», газета «Тихая минутка», журнал о детской литературе «Переплёт». 
Премия присуждается за литературное произведение для детей и подростков по следующим номинациям:
«Выбор профессионального жюри», «Выбор Командора», «Выбор литературного совета», «Выбор детского жюри».
Номинация «Выбор Командора» появилась в 2017 году — победителя выбирал лично Владислав Крапивин. После смерти писателя (с 2021 года) почётным командором стала Ирина Васильевна Крапивина, супруга писателя.

## Жюри премии
С 2006 по 2019 год: 
- Владислав Крапивин — председатель жюри;
- Олег Раин — член Союза Российских писателей, лауреат международной детской литературной премии имени В. П. Крапивина, лауреат премии имени П. П. Бажова;
- Светлана Лаврова — детская писательница, лауреат  премии «Заветная мечта»;
- Елена Габова — детская писательница, член Союза писателей России;
- Тамара Михеева — детская писательница, лауреат  премии «Заветная мечта»;
- Александр Папченко — советский и российский писатель, лауреат международной детской литературной премии имени В. П. Крапивина, создатель сайта детского творчества «Сокровища Папча».

В 2020 году
- Ирина Крапивина — председатель жюри, супруга В. П. Крапивина;
- Лариса Крапивина — руководитель центра гражданско-патриотического центра «Каравелла»;
- Ольга Колпакова — писательница;
- Михаил Карчик (литературный псевдоним Михаил Логинов) — писатель;
- Олег Раин — писатель.

С 2021 по 2022 год:
- Ирина Крапивина — председатель жюри, супруга В. П. Крапивина;
- Лариса Крапивина — руководитель центра гражданско-патриотического центра «Каравелла»;
- Николай Пономарёв — писатель;
- Михаил Карчик (литературный псевдоним Михаил Логинов) — писатель;
- Олег Раин — писатель.

## Значимость премии
Премия Крапивина — крупное событие в детской литературе не только на Урале. 
С каждым годом количество участников увеличивается. В 2006 году были поданы заявки от 40 авторов, в 2012 году поступило 114 произведений из 7 стран, в 2016 году — 247 заявок из 10 стран, в 2018 году — 237 работ из 11 стран (Россия, Украина, Белоруссия, Кыргызстан, Казахстан, Израиль, Германия, Франция, Кипр, Испания, Канада),  в 2021 году поступило рекордное количество заявок — более 380 работ из 14 стран (России, Германии, Украины, Латвии, Белоруссии, Казахстана, ДНР, ЛНР, США, Израиля, Италии, Финляндии, Республики Кипр, Франции).
Заместитель министра культуры Свердловской области Наталья Шибанова отмечала, что: 
 «за годы существования премия стала не только мощным фильтром, но и знаком качества, на который издатели обращают внимание. Кроме того, она вошла в областную программу развития чтения до 2030 года».

В свою очередь, министр культуры Свердловской области Светлана Учайкина подчеркнула, что «важность этой премии в том, что среди претендентов на неё представлены книги о детях школьного возраста, о самом трудном возрасте подростков.
  
 «Очень важно сохранить эту премию, и министерство культуры будет её поддерживать».

## Лауреаты

### 2006 год
- Альберт Лиханов (Россия), за дилогию «Русские мальчики» и «Мужская школа» и бесценный вклад в отечественную литературу для детей и юношества[19];
- Елена Габова (Россия), за сборники повестей и рассказов «Не вставайте с левой ноги» и «Никто не видел Рыжего», исповедующие доброту, совестливость и уважение к людям;
- Сергей Козлов (Россия), за повести «Пуговица» и «Бекар», продолжающие реалистические традиции русской детской литературы;
- Валентина Фролова (Россия), за историческую повесть «Ветры Босфора», воспитывающую мужество и патриотизм[20].

### 2007 год
- Ольга Златогорская (Россия), за повести «Снежное лето Митьки Снегирёва» и «Выдумщик»[21];
- Ирина Краева (Россия), за повесть «Тим и Дан или Тайна „Разбитой коленки“»[22].
- Александр Папченко (Россия), за повести «Две пригоршни удачи» и «Жил-был принц»[23].
- Борис Тараканов, Антон Фёдоров (Россия), за роман «Колесо в заброшенном парке», «за продолжение в детской литературе фантастических традиций Владислава Крапивина»[24].

### 2008 год
- Владислав Бахревский (Россия), за сборник повестей для детей «Чудеса за порожком» и за роман для юношества «Бородинское поле»[25];
- Сергей Борисов (Россия), за «Энциклопедический словарь русского детства»[26];
- Василий Быковский (Россия), за книгу «Дикий Запад и Западная Сибирь»;
- Аркадий Мар (США), за повесть «Маленькие повести о больших музыкантах» и сборник рассказов и повестей «Прошлая жизнь»;
- Вадим Хапаев, Юрий Викторов (Россия), за литературный сценарий документально-художественного фильма «Севастополь. Испытание войной»[27];
- Олег Раин (Андрей Щупов) (Россия), за роман для подростков «Слева от солнца»[28].

А также художники:
- Евгения Стерлигова,  Евгений Пинаев, Евгений Медведев (Россия), за иллюстрации к детским книгам[29].

### 2009 год
Премия не вручалась.

### 2010 год
- Юрий Лигун (Украина), за сборник рассказов «Карасёнки-поросёнки»;
- Юлия Лавряшина (Россия), за повесть «Улитка в тарелке»;
- Елена Ракитина (Россия), за сборник рассказов «Похититель домофонов»;
- Роман Федин (Россия), за рассказ «Один день Ивана Денисовича»[30][31].

### 2011 год
- Первое место — Михаил Логинов (Россия) и Евгений Аврутин (Великобритания), за роман «Дочь капитана Летфорда, или Приключения Джейн в стране Россия»;
- Второе место — Юлия Кузнецова (Россия), за повесть «Помощница ангела»;
- Третье место — Елена Владимирова (Россия), за повесть «Младшие Экзюпери»;
- Четвёртое место — Екатерина Каретникова (Россия), за повесть «Июньские приключения»[32].

### 2012 год
- Первое место — Павел Калмыков (Россия), за книгу «Клад и другие полезные ископаемые»[33];
- Второе место — Наталья Евдокимова (Россия), за произведение «Конец света»;
- Третье место — Наиль Измайлов (Россия), за произведение «Убыр»;
- Четвёртое место — Эдуард Веркин (Россия), роман «Облачный полк» и Анна Игнатова (Россия), произведение «Верю — не верю»[34].

### 2013 год
- Первое место — Андрей Жвалевский и Евгения Пастернак (в соавторстве) (Белоруссия), за книгу «Смерть Мёртвым душам!»[35];
- Второе место — Анастасия Малейко (Россия), за книгу «Моя мама любит художника»;
- Третье место — Алексей Олейников (Россия), за произведение «Сказки Синего леса»;
- Спецприз Детского жюри отряда «Каравелла» — Варя Еналь (Украина), за книгу «Мы можем жить среди людей»[36].

### 2014 год
- Станислав Востоков, за книгу «Фрося Коровина»;
- Нина Дашевская, за повесть «Вилли»;
- Анна Мария Крейцвальд (Екатерина Польгуева), за повесть «Марта»;
- Специальный приз «Выбор издательства» — Анастасия Строкина, за повесть «Кит плывет на север»[37].

### 2015 год
- Аделия Амраева (Казахстан),  за повесть «Я хочу жить»;
- Мария Федотова (Россия), за повесть «Шалунья Нулгынэт» в специальной номинации «Малая Родина – Большая Россия» (перевод с языков народов России. Переводчик Ариадна Борисова)[38].
- Павел Верещагин (Россия), за повесть Рыжий по имени Рэд в номинации выбор детского жури.

### 2016 год
- Ася Кравченко, Влада Харебова, Анна Никольская, Кристина Стрельникова;
- номинация «Выбор Командора» — Пётр Власов;
- номинация «Выбор детского жюри» — Екатерина и Павел Каретниковы[39].

### 2017 год
- Дарья Варденбург (Россия), «Правило 69 для толстой чайки»;
- Татьяна Гончарук (Россия), «Пешки»;
- номинация «Премия Командора» — Евгений Рудашевский (Россия), «Ворон»;
- Влада Рай (Россия) Наталия Гонсалес-Сенина  и  Владимир Яценко, «Сестра мира»[40][41].

### 2018 год
- номинация «Выбор профессионального жюри» — Серафима Орлова, «Голова-жестянка»;
- номинация «Выбор Командора» — Виктория Ледерман, «Теория невероятностей»;
- номинация «Выбор литературного совета» — Юлия Симбирская, «Дальние берега»;
- номинация «Выбор детского жюри» — Игорь Свинин, «Наследники Триглава»[42].

### 2019 год
- номинация «Выбор профессионального жюри» — Захар Табашников (Елена Ожич), «Спойлеры»;
- номинация «Выбор Командора» — Анна Зенькова, «Нарисованный» и Наталья Шицкая, «Собачелла»;
- номинация «Выбор литературного совета» — Александра Зайцева, «Девочке в шаре все нипочём»;
- номинация «Выбор детского жюри» — Дмитрий Ищенко, «В поисках мальчишеского бога»[43][44].

### 2020 год
- номинация «Выбор профессионального жюри» — Елена Мамонтова, «Белая сова»;
- номинация «Выбор Командора» — Алёна Кашура, «Мои соседи соколы»;
- номинация «Выбор литературного совета» — Елена Бодрова, «Белая»;
- номинация «Выбор детского жюри» — Юлия Мазурова, «Особый случай»[18].

### 2021 год
- номинация «Выбор профессионального жюри» — Алиса Стрельцова, «Шишкин корень или Нижегородская рапсодия»;
- номинации «Выбор Командора» — Ольга Замятина, «Роман с читателем»;
- номинация «Выбор литературного совета» — Анна Зенькова, «Удар скорпиона»;
- номинация «Выбор детского жюри» — Екатерина Аксёнова, «Дорога на Тортугу»[45][46].

### 2022 год
- номинация «Выбор профессионального жюри» — Наталья Вишнякова, «На старт приглашаются...»;
- номинация «Выбор Командора» — Вера Ильина, «Лысая»;
- номинация «Выбор литературного совета» — Екатерина Аксёнова, «Пешком по небу»;
- номинация «Выбор детского жюри» — Юлия Варнакова, «Только ветер на встречу»[47][48][49].

### 2023 год
- номинация «Выбор профессионального жюри» — Шубина Марина (г. Зеленодольск, Республика Татарстан) «Федот Данетот и Лето конца света»;
- номинация «Выбор Командора» — Потапова Светлана (г. Великий Новгород) «Я живу в шкафу»;
- номинация «Выбор литературного совета» — Фадеева Мария (г. Раменское) «Я рассказываю сказки»;
- номинация «Выбор детского жюри» — Копылов Андрей  (г. Екатеринбург) «Неведьмочка».

### 2024 год
- номинация «Выбор профессионального жюри» — Голованова Елена (г. Москва) «1248»;
- номинация «Выбор Командора» — Маша Агапина (г. Москва) «Артефакт»;
- номинация «Выбор литературного совета» — Якунина Мария (г. Санкт-Петербург) «Алька любит…»;
- номинация «Выбор детского жюри» — Антонова Ольга  (г. Москва) «Богатырка Дуся и дело музейной куклы»[10].